# Franciszek Maksymilian Ossoliński
Franciszek Maksymilian Ossoliński herbu Topór (ur. 2 kwietnia 1676, zm. 1 lipca 1756 w Malgrange) – podskarbi nadworny koronny od 25 sierpnia 1713, podskarbi wielki koronny w latach 1729–1736, marszałek sejmu zwyczajnego 5 października – 16 listopada 1722, starosta chmielnicki w 1705 roku.
Był sekretarzem prywatnym króla Augusta II i jednym z jego najwierniejszych stronników. Julian Bartoszewicz notuje, że pełnił funkcję ministra gabinetowego i sekretarza stanu dla Polski (król nazywał to stanowisko camerarius noster intimus, intimus curiae nostrae notarius).
W 1703 został pułkownikiem chorągwi pancernej, w 1706 dragońskiej. Przystąpił do konfederacji sandomierskiej. W 1709 lub 1715 został kawalerem Orderu Orła Białego (order zwrócił po 1733). Od 1718 wybierany posłem na kolejne sejmy. Był posłem ziemi warszawskiej na sejm 1720 roku. Należał do Czerwonego Bractwa – pierwszej polskiej loży masońskiej. Poseł na sejm 1722 roku z ziemi łomżyńskiej. Poseł ziemi różańskiej na sejm 1724 roku. W 1726 sejm przyznał mu nagrodę 40 000 złp. za zasługi antecesorów i z własnej osoby nam i Rzeczypospolitej świadczone. W 1727 został żupnikiem bocheńskim i wielickim.
Był członkiem konfederacji generalnej zawiązanej 27 kwietnia 1733 roku na sejmie konwokacyjnym. W 1733 podpisał elekcję Stanisława Leszczyńskiego, podpisał też konfederację dzikowską i wziął udział w walkach przeciwko wkraczającej armii rosyjskiej. Po kapitulacji Gdańska 9 lipca 1734 został przez Rosjan wzięty do niewoli. Nie wyjawił im miejsca ukrycia klejnotów koronnych, w wyniku czego był szczególnie surowo przez nich traktowany. Nigdy dobrowolnie nie uznał elekcji Augusta III. W 1735 wydał Manifest poczciwych i kochających ojczyznę synów, unikających warszawskiej drogi, w którym oskarżał Augusta III o pogwałcenie praw Rzeczypospolitej. W Królewcu Ossoliński został najbliższym współpracownikiem Stanisława Leszczyńskiego. Od 1736 przebywał na dworze Leszczyńskiego w Lunéville. Uzyskał od króla Francji Ludwika XV stałą pensję w wysokości 9000 liwrów rocznie. W 1737 został kawalerem orderów św. Michała i św. Ducha.
Zmarł 1 lipca 1756 w Malgrange i spoczął w krypcie królewskiej kościoła Notre-Dame de Bon Secours w Nancy.

## Wywód przodków
| 4. Zbigniew Ossoliński |  |                                      |  |  |                                      |
|                        |  | 2. Maksymilian Franciszek Ossoliński |  |  |                                      |
| 5. Barbara Iwanowska   |  |                                      |  |  |                                      |
|                        |  |                                      |  |  | 1. Franciszek Maksymilian Ossoliński |
| 6. Maciej Krassowski   |  |                                      |  |  |                                      |
|                        |  | 3. Teodora Krassowska                |  |  |                                      |
| 7. Zofia Młodzianowska |  |                                      |  |  |                                      |
|                        |  |                                      |  |  |                                      |